# 绍梅尔塞讷
绍梅尔塞讷（法語：Chaumercenne，法語發音：[ʃomɛʁsɛn]）是法国上索恩省的一个市镇，属于沃苏勒区。

## 地理
绍梅尔塞讷（47°17'59"N, 5°37'43"E）面积4.95 平方千米，位于法国勃艮第-弗朗什-孔泰大區上索恩省，该省份为法国东部内陆省份，北起顺时针与孚日省、贝尔福地区省、杜省、汝拉省、科多尔省和上马恩省接壤。
与绍梅尔塞讷接壤的市镇（或旧市镇、城区）包括：瓦莱、巴尔莱佩姆、蒙塔涅、佩姆、拉雷西圣马丹。

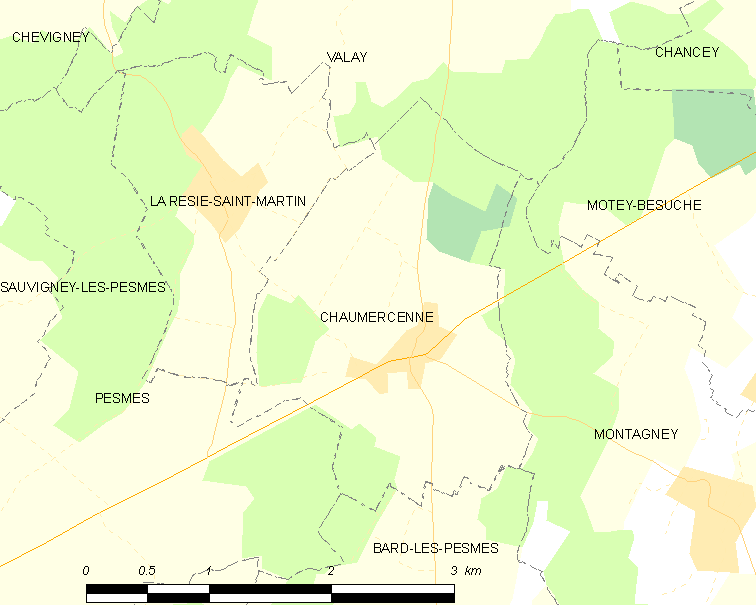
绍梅尔塞讷的OSM定位图

绍梅尔塞讷的时区为UTC+01:00、UTC+02:00（夏令时）。

## 行政
绍梅尔塞讷的邮政编码为70140，INSEE市镇编码为70142。

## 政治
绍梅尔塞讷所属的省级选区为马尔奈县。

## 人口

1962-2008年间绍梅尔塞讷人口变化图示

绍梅尔塞讷于2022年1月1日时的人口数量为192人。